# Moábi nyelv
A moábi nyelv az északnyugati sémi nyelvek kánaánita ágába tartozó, az ókori Moáb (a jelenlegi Északnyugat-Jordánia) területén beszélt, a héberrel közeli rokonságban lévő, óhéber karakterekkel írt holt nyelv.

## A nyelv forrásai
A moábi nyelv két legfontosabb emléke és forrása az un. Mésa-sztélé, mely a Bibliában, a Királyok 2. könyvének 3. fejezetében említett Mésa (Meša, Mesha), moábi király Izráel elleni hadjáratának állít emléket, valamint az El-Kerak-sztélé. A nyelv ezen kívül kisebb töredékekből, feliratokból ismert.

## A nyelv státusza
Mivel rendkívül kis számú forrás áll rendelkezésre, valamint mert a vokalizáció erősen hipotetikus, a nyelv pontos státuszát nem könnyű meghatározni. Az általános tudományos közvélemény külön nyelvként tartja számon, míg mások – a szöveg héber nyelvismerettel való gyakorlatilag tökéletes olvashatósága miatt –, csupán a bibliai héber egy dialektusának tartják. Az álláspontok aszerint változnak, hogy ki mire helyezi a hangsúlyt: a nagyfokú hasonlóságra vagy a csekély számú, viszont annál markánsabb eltérésre.

## A moábi nyelv jellegzetességei
A fennmaradt moábi nyelvi anyag roppant csekély volta ellenére is megállapítható, hogy nagyfokú hasonlóságot mutat a bibliai héberrel, attól való eltérései ugyanakkor arámi vonásokat mutatnak. Egyetlen igealak esetében akkád vagy arab hatásról szoktak beszélni, ez azonban az igealak egyezésén túl semmi más hatásra nem utal.

### Ortográfia
A moábi írás legfőbb jellegzetessége a magánhangzóbetűk (magánhangzókat is jelölő jod és váv: v = ó, ú, j = í, é) szinte teljes hiánya a szavak belsejében. Ennek fényében a magánhangzóbetűnek tekinthető jod és váv kiejtése is kérdéses (pl. haddíbání helyett lehet haddajbání). Szóvégen a magánhangzóbetűk megtalálhatók, olvasati értékük azonban (különösen a hé esetében) kérdéses.

(A kvadrát írásban meglévő végbetűk az óhéber írásból eleve hiányoznak.)

#### Írásjelek
A mi fogalmaink szerinti írásjelek a moábiban nem léteznek, a szavakat azonban szóelválasztó pontok különítik el, a nagyobb egységeket pedig szóközi vonalak.

A szavak írása a sorok végén is folyamatos, ami nem fér ki, átkerül a következő sor elejére, de ez nem szóelválasztást, csak írási konvenciót jelent.

### Mássalhangzók
A mássalhangzók kiejtése valószínűleg a hébernek megfelelően történhetett, ez a szókészletbeli egyezések és a vonatkozó bibliai szövegrész (2 Királyok 3:4-27) alapján nagy biztonsággal állítható. A begadkefatok kiejtése még minden bizonnyal plozív (b, g, d, k, p, t), mivel a spirantizáció (β (v), γ, δ, χ (ch), φ (f), θ) csak későbbi fejlemény (a hébernél a babiloni fogság utántól számítható). A kettőzésekről azonban nem tájékoztat a szöveg.

### Magánhangzók
A szövegek vokalizációja erősen kérdéses, a magánhangzóbetűk hiánya pedig még inkább megnehezít mindenféle rekonstrukciót, ugyanakkor itt is feltételezhető a bibliai héberhez való hasonlóság, mindenképpen számolhatunk a szokásos sémi ă/ā-i/ī-u/ū hármassal, valamint feltételezhető az e/ē, o/ō megléte is. Nem adatolható azonban a héberben és arámban nagy szerepet játszó svá (ə) és azok allofónjainak (ă, ĕ, ŏ) megléte.
Nem tudható, létezett-e az arabból ismert hármas esetvégződésrendszer (-u, -a, -i, az alany-, tárgy- és függő esetekre), mely a héberben csak nyomokban maradt fenn.
Szintén nem adatolható a szegoláták megléte: melek vagy mal(a)k(u) király.
A fennmaradt szövegek vokalizációjára tett kísérletek tehát igen tág határok között mozognak. Alábbiakban két példa két eltérő megközelítésű rendszerre. Az első a bibliai hébernek megfelelő, míg a második a feltételezett korabeli nyugati sémi nyelvállapot rekonstrukciója szerinti:
1. 1Ănók Mésă ben Kəmós[melek], melek Móáb, hădd2íbóní. | Ăbí melek ăl Móáb sălsín sátt, văănók málăk3tí ăchăr ăbí | váăăsz hăbbámăt zót liKəmós bəQorchá | bəme[s]ă [Mé]4să, kí hissíăní mikkól hămmălkín wəkí herăní bəkol szónáj |
2. 1Ănăku Mesă bin Kámós[măl(ă)k], măl(ă)k Moáb, hădd2íbání. | Ăbí mal(a)ku ăl Moáb sălsán sátt, văănăku mălăk3tí ăchăru ăbí | văăăsz hăbbámăt zót liKámós biQárchá | bime[s]ă [Me]4să, kí hissíăní mikkul hămmăl(ă)kán wăkí hirăní bikul szánáj |

### Névszók
A hébertől való legmarkánsabb eltérés a főnévragozásban található:
- a többes hímnem arámihoz és arabhoz hasonló נ- -n (-ín / -án) végződése (mlkn királyok, szemben a bibliai héber ים- -ím-jével: mlkm: məláchím);
- az egyes nőnem eredeti ת- -t (-at) végződésének megtartása (qryt város, szemben a bibliai héber qryh: qirjá-val, ahol az -at- végződés a ת- -t leesésével csak ה ָ- -á (â)-ként van jelen és kivételektől eltekintve csak a ragok előtt, illetve az un. status constructusban maradt fenn (qryty: qirjátí városom, qryt yśr'l: qirjat Jiszráél Izráel városai).

Speciális moábi sajátosságnak tekinthető, hogy  a 3. személyű birtokragot mindkét nemben hé ה- jelöli (szemben a héberrel, ahol a hímnem ו-).

### Igeragozás
A legfontosabb a bibliai héberen kívül csak az ugaritiban megtalálható vav consecutivum („fordító váv”) egyértelmű előfordulása a szövegben. Az imperfektumhoz járuló fordító váv ugyanazokat a rövidült alakokat (kohortatívuszt) a veszi fel, mint a bibliai héberben.
Egyetlen igealakból adatolható  az akkádban (és az arabban is) megtalálható infixált (behelyezett) -t--vel képzett igetörzs (ifteal) léte, kezdő jelentéstartalommal: w-ʾltḥm háborút indítottam (gyök lḥm harcol).